# Pantoclis dolon
Pantoclis dolon är en stekelart som beskrevs av Nixon 1957. Pantoclis dolon ingår i släktet Pantoclis, och familjen hyllhornsteklar. Arten är reproducerande i Sverige.